# Lista de campeãs em singulares de torneios WTA 1000
Esta é uma lista das campeãs em singulares dos torneios WTA 1000, a categoria máxima de torneios organizados anualmente pela WTA.
Estão incluídas nesta lista as conquistas dos 10 torneios da categoria WTA 1000: Doha, Dubai, Indian Wells, Miami, Madrid, Roma, Canadá, Cincinnati, Pequim e Wuhan.
Estão também incluídas as conquistas das edições de torneios anteriormente classificados como WTA 1000, bem como dos torneios WTA Tier I, WTA Premier Mandatory e WTA Premier 5, antecessores dos torneios WTA 1000.  

## História
A partir de 1990 o circuito da WTA passou a constar de torneios WTA Tier I, WTA Tier II, WTA Tier III, WTA Tier IV e WTA Tier V. 
A classificação WTA Tier I incluía os torneios mais importantes do circuito, após os torneios do Grand Slam, do WTA Tour Finals e do Torneio Olímpico. Eram o equivalente feminino aos torneios Masters no circuito ATP. Inicialmente o número de torneios WTA Tier I  foi de 6, depois 8, seguidamente 9, chegou a 10, para no último ano passar novamente a ser 9. No período 1990–2008 um total de 14 torneios tiveram a classificação de WTA Tier I.
Em 2009 a WTA reformulou o quadro competitivo, integrando os torneios WTA Tier I e WTA Tier II na nova categoria de WTA Premier, enquanto os WTA Tier III, WTA Tier IV e WTA Tier V foram agrupados sob a designação WTA International. 
Os torneios WTA Premier foram por sua vez subdivididos em WTA Premier Mandatory (4 torneios de 1000 pontos) e WTA Premier 5 (5 torneios de 900 pontos), sucessores dos antigos torneios WTA Tier I e por isso integrados nesta lista, e WTA Premier (12 torneios de 470 pontos), sucessores dos antigos torneios WTA Tier II e por conseguinte excluídos desta lista.
Os torneios WTA Premier Mandatory e WTA Premier 5 equivaliam aos torneios ATP Masters 1000 do circuito masculino (9 torneios de 1000 pontos), enquanto os torneios WTA Premier equivaliam aos torneios ATP 500 (13 torneios de 500 pontos).
Em 2021 a WTA voltou a reformular o circuito, integrando os torneios WTA Premier Mandatory e WTA Premier 5 na nova categoria de WTA 1000, subdivididos em WTA 1000 Mandatory (4 torneios de 1000 pontos) e WTA 1000 Non-Mandatory (5 torneios de 900 pontos). Os torneios WTA Premier foram reclassificados como WTA 500 e os torneios WTA International passaram a WTA 250.
A partir de 2024 o WTA Tour passou a ter o mesmo sistema de pontos do ATP Tour, com as campeãs de todos os torneios WTA 1000 a receberem 1000 pontos. A categoria de WTA 1000 passou a integrar 10 torneios, deixando os torneios de Doha e do Dubai de alternarem entre si e passando ambos a integrar a classificação máxima da WTA de forma permanente.
Em termos de superfícies, todos os torneios são disputados em piso sintético, com excepção dos torneios de terra batida de Madrid e Roma. 
De entre a categoria de WTA 1000 o Torneio de Indian Wells é considerado o torneio de maior prestígio. 

## Campeãs por época
| 1990 | Navratilova  | Seles        | Navratilova  | Seles       | Seles       | Graf        |             |             |             |           |
| Ano  | Boca Raton   | Miami        | Charleston   | Roma        | Berlim      | Canadá      |             |             |             |           |
| 1991 | Sabatini     | Seles        | Sabatini     | Sabatini    | Graf        | Capriati    |             |             |             |           |
| 1992 | Graf         | Sánchez      | Sabatini     | Sabatini    | Graf        | Sánchez     |             |             |             |           |
| Ano  | Tóquio       | Miami        | Charleston   | Roma        | Berlim      | Canadá      | Zurique     | Filadélfia  |             |           |
| 1993 | Navratilova  | Sánchez      | Graf         | Martínez    | Graf        | Graf        | Maleeva     | Martínez    |             |           |
| 1994 | Graf         | Graf         | Martínez     | Martínez    | Graf        | Sánchez     | Maleeva     | Huber       |             |           |
| 1995 | Date         | Graf         | Martínez     | Martínez    | Sánchez     | Seles       | Majoli      | Graf        |             |           |
| 1996 | Majoli       | Graf         | Sánchez      | Martínez    | Graf        | Seles       | Novotna     | –           |             |           |
| Ano  | Tóquio       | Indian Wells | Miami        | Charleston  | Roma        | Berlim      | Canadá      | Moscovo     | Zurique     |           |
| 1997 | Hingis       | Davenport    | Hingis       | Hingis      | Pierce      | Fernández   | Seles       | Novotna     | Davenport   |           |
| 1998 | Davenport    | Hingis       | V. Williams  | Coetzer     | Hingis      | Martínez    | Seles       | Pierce      | Davenport   |           |
| 1999 | Hingis       | S. Williams  | V. Williams  | Hingis      | V. Williams | Hingis      | Hingis      | V. Williams | Tauziat     |           |
| 2000 | Hingis       | S. Williams  | Hingis       | Pierce      | Seles       | Martínez    | Hingis      | Hingis      | Hingis      |           |
| 2001 | Davenport    | S. Williams  | V. Williams  | Capriati    | Dokic       | Mauresmo    | S. Williams | Dokic       | Davenport   |           |
| 2002 | Hingis       | Hantuchova   | S. Williams  | Majoli      | S. Williams | Henin       | Mauresmo    | Maleeva     | Schnyder    |           |
| 2003 | Davenport    | Clijsters    | S. Williams  | Henin       | Clijsters   | Henin       | Henin       | Myskina     | Henin       |           |
| Ano  | Tóquio       | Indian Wells | Miami        | Charleston  | Berlim      | Roma        | San Diego   | Canadá      | Moscovo     | Zurique   |
| 2004 | Davenport    | Henin        | S. Williams  | V. Williams | Mauresmo    | Mauresmo    | Davenport   | Mauresmo    | Myskina     | Molik     |
| 2005 | Sharapova    | Clijsters    | Clijsters    | Henin       | Henin       | Mauresmo    | Pierce      | Clijsters   | Pierce      | Davenport |
| 2006 | Dementieva   | Sharapova    | Kuznetsova   | Petrova     | Petrova     | Hingis      | Sharapova   | Ivanovic    | Chakvetadze | Sharapova |
| 2007 | Hingis       | Hantuchova   | S. Williams  | Jankovic    | Ivanovic    | Jankovic    | Sharapova   | Henin       | Dementieva  | Henin     |
| Ano  | Doha         | Indian Wells | Miami        | Charleston  | Berlim      | Roma        | Canadá      | Tóquio      | Moscovo     |           |
| 2008 | Sharapova    | Ivanovic     | S. Williams  | S. Williams | Safina      | Jankovic    | Safina      | Safina      | Jankovic    |           |
| Ano  | Doha / Dubai | Indian Wells | Miami        | Madrid      | Roma        | Canadá      | Cincinnati  | Tóquio      | Pequim      |           |
| 2009 | V. Williams  | Zvonareva    | Azarenka     | Safina      | Safina      | Dementieva  | Jankovic    | Sharapova   | Kuznetsova  |           |
| 2010 | V. Williams  | Jankovic     | Clijsters    | Rezai       | Martínez    | Wozniacki   | Clijsters   | Wozniacki   | Wozniacki   |           |
| 2011 | Wozniacki    | Wozniacki    | Azarenka     | Kvitova     | Sharapova   | S. Williams | Sharapova   | Radwanska   | Radwanska   |           |
| 2012 | Azarenka     | Azarenka     | Radwanska    | S. Williams | Sharapova   | Kvitova     | Na          | Petrova     | Azarenka    |           |
| 2013 | Azarenka     | Sharapova    | S. Williams  | S. Williams | S. Williams | S. Williams | Azarenka    | Kvitova     | S. Williams |           |
| Ano  | Doha / Dubai | Indian Wells | Miami        | Madrid      | Roma        | Canadá      | Cincinnati  | Wuhan       | Pequim      |           |
| 2014 | Halep        | Penneta      | S. Williams  | Sharapova   | S. Williams | Radwanska   | S. Williams | Kvitova     | Sharapova   |           |
| 2015 | Halep        | Halep        | S. Williams  | Kvitova     | Sharapova   | Bencic      | S. Williams | V. Williams | Muguruza    |           |
| 2016 | S. Navarro   | Azarenka     | Azarenka     | Halep       | S. Williams | Halep       | Pliskova    | Kvitova     | Radwanska   |           |
| 2017 | Svitolina    | Vesnina      | Konta        | Halep       | Svitolina   | Svitolina   | Muguruza    | Garcia      | Garcia      |           |
| 2018 | Kvitova      | Osaka        | Stephens     | Kvitova     | Svitolina   | Halep       | Bertens     | Sabalenka   | Wozniacki   |           |
| 2019 | Bencic       | Andreescu    | Barty        | Bertens     | Pliskova    | Andreescu   | Keys        | Sabalenka   | Osaka       |           |
| 2020 | Sabalenka    | –            | –            | –           | Halep       | –           | Azarenka    | –           | –           |           |
| 2021 | Muguruza     | Badosa       | Barty        | Sabalenka   | Swiatek     | Giorgi      | Barty       | –           | –           |           |
| Ano  | Doha / Dubai | Indian Wells | Miami        | Madrid      | Roma        | Canadá      | Cincinnati  | Guadalajara | Pequim      | Wuhan     |
| 2022 | Swiatek      | Swiatek      | Swiatek      | Jabeur      | Swiatek     | Halep       | Garcia      | Pegula      | –           | –         |
| 2023 | Krejcikova   | Rybakina     | Kvitova      | Sabalenka   | Rybakina    | Samsonova   | Gauff       | Sakkari     | Swiatek     | –         |
| Ano  | Doha         | Dubai        | Indian Wells | Miami       | Madrid      | Roma        | Canadá      | Cincinnati  | Pequim      | Wuhan     |
| 2024 | Swiatek      | Paolini      | Swiatek      | Collins     | Swiatek     | Swiatek     | Pegula      | Sabalenka   | Gauff       | Sabalenka |
| 2025 | Anisimova    | Andreeva     | Andreeva     | Sabalenka   | Sabalenka   | Paolini     | Mboko       | Swiatek     |             |           |

Notas:

- As edições de 2022 e 2023 do Torneio de Wuhan e de 2022 do Torneio de Pequim foram canceladas pela WTA por motivos relacionados com a liberdade da tenista Peng Shuai.

## Campeãs por carreira
Até ao momento um total de 74 tenistas ganharam torneios WTA 1000.
| Nº  | Tenista              | Títulos | Épocas |
| --- | -------------------- | ------- | --- |
| 1º  | Serena Williams      | 24      | 1999, 2000, 2001 (2), 2002 (2), 2003, 2004, 2007, 2008 (2), 2011, 2012, 2013 (5), 2014 (3), 2015 (2), 2016 |
| 2º  | Martina Hingis       | 17      | 1997 (3), 1998 (2), 1999 (4), 2000 (5), 2002, 2006, 2007                                                   |
| 3º  | Steffi Graf          | 14      | 1990, 1991, 1992 (2), 1993 (3), 1994 (3), 1995 (2), 1996 (2)                                               |
| -   | Maria Sharapova      | 14      | 2005, 2006 (3), 2007, 2008, 2009, 2011 (2), 2012, 2013, 2014 (2), 2015                                     |
| 5º  | Iga Swiatek          | 11      | 2021, 2022 (4), 2023, 2024 (4), 2025                                                                       |
| 6º  | Lindsay Davenport    | 10      | 1997 (2), 1998 (2), 2001 (2), 2003, 2004 (2), 2005                                                         |
| -   | Justine Henin        | 10      | 2002, 2003 (4), 2004, 2005 (2), 2007 (2)                                                                   |
| -   | Victoria Azarenka    | 10      | 2009, 2011, 2012 (3), 2013 (2), 2016 (2), 2020                                                             |
| 9º  | Monica Seles         | 9       | 1990 (3), 1991, 1995, 1996, 1997, 1998, 2000                                                               |
| -   | Conchita Martínez    | 9       | 1993 (2), 1993 (2), 1994 (2), 1996, 1998, 2000                                                             |
| -   | Venus Williams       | 9       | 1998, 1999 (3), 2001, 2004, 2009, 2010, 2015                                                               |
| -   | Simona Halep         | 9       | 2014, 2015 (2), 2016 (2), 2017, 2018, 2020, 2022                                                           |
| -   | Petra Kvitova        | 9       | 2011, 2012, 2013, 2014, 2015, 2016, 2018 (2), 2023                                                         |
| -   | Aryna Sabalenka      | 9       | 2018, 2019, 2020, 2021, 2023, 2024 (2), 2025 (2)                                                           |
| 15º | Kim Clijsters        | 7       | 2003 (2), 2005 (3), 2010 (2)                                                                               |
| 16º | Arantxa Sánchez      | 6       | 1992 (2), 1993, 1994, 1995, 1996                                                                           |
| -   | Amélie Mauresmo      | 6       | 2001, 2002, 2004 (3), 2005                                                                                 |
| -   | Jelena Jankovic      | 6       | 2007 (2), 2008 (2), 2009, 2010                                                                             |
| -   | Caroline Wozniacki   | 6       | 2010 (3), 2011 (2), 2018                                                                                   |
| 20º | Gabriela Sabatini    | 5       | 1991 (3), 1992 (2)                                                                                         |
| -   | Mary Pierce          | 5       | 1997, 1998, 2000, 2005 (2)                                                                                 |
| -   | Dinara Safina        | 5       | 2008 (3), 2009 (2)                                                                                         |
| -   | Agnieszka Radwanska  | 5       | 2011 (2), 2012, 2014, 2016                                                                                 |
| 24º | Elina Svitolina      | 4       | 2017 (3), 2018                                                                                             |
| 25º | Martina Navratilova  | 3       | 1990, 1993 (2)                                                                                             |
| -   | Iva Majoli           | 3       | 1995, 1996, 2002                                                                                           |
| -   | Manuela Maleeva      | 3       | 1993, 1994, 2002                                                                                           |
| -   | Elena Dementieva     | 3       | 2006, 2007, 2009                                                                                           |
| -   | Ana Ivanovic         | 3       | 2006, 2007, 2008                                                                                           |
| -   | Nadia Petrova        | 3       | 2006 (2), 2012                                                                                             |
| -   | Garbiñe Muguruza     | 3       | 2015, 2017, 2021                                                                                           |
| -   | Ashleigh Barty       | 3       | 2019, 2021 (2)                                                                                             |
| -   | Caroline Garcia      | 3       | 2017 (2), 2022                                                                                             |
| 34º | Jana Novotna         | 2       | 1996, 1997                                                                                                 |
| -   | Jennifer Capriati    | 2       | 1991, 2001                                                                                                 |
| -   | Jelena Dokic         | 2       | 2001 (2)                                                                                                   |
| -   | Anastasia Myskina    | 2       | 2003, 2004                                                                                                 |
| -   | Daniela Hantuchova   | 2       | 2002, 2007                                                                                                 |
| -   | Svetlana Kuznetsova  | 2       | 2006, 2009                                                                                                 |
| -   | Belinda Bencic       | 2       | 2015, 2019                                                                                                 |
| -   | Bianca Andreescu     | 2       | 2019 (2)                                                                                                   |
| -   | Kiki Bertens         | 2       | 2018, 2019                                                                                                 |
| -   | Karolina Pliskova    | 2       | 2016, 2019                                                                                                 |
| -   | Naomi Osaka          | 2       | 2018, 2019                                                                                                 |
| -   | Elena Rybakina       | 2       | 2023 (2)                                                                                                   |
| -   | Jessica Pegula       | 2       | 2022, 2024                                                                                                 |
| -   | Coco Gauff           | 2       | 2023, 2024                                                                                                 |
| -   | Mirra Andreeva       | 2       | 2025 (2)                                                                                                   |
| -   | Jasmine Paolini      | 2       | 2024, 2025                                                                                                 |
| 50º | Anke Huber           | 1       | 1994 |
| -   | Kimiko Date          | 1       | 1995 |
| -   | Mary Joe Fernández   | 1       | 1997 |
| -   | Amanda Coetzer       | 1       | 1998 |
| -   | Patty Schnyder       | 1       | 2002 |
| -   | Alicia Molik         | 1       | 2004 |
| -   | Anna Chakvetadze     | 1       | 2006 |
| -   | Vera Zvonareva       | 1       | 2009 |
| -   | Aravane Rezai        | 1       | 2010 |
| -   | María José Martínez  | 1       | 2010 |
| -   | Li Na                | 1       | 2012 |
| -   | Flavia Pennetta      | 1       | 2014 |
| -   | Carla Suárez Navarro | 1       | 2016 |
| -   | Elena Vesnina        | 1       | 2017 |
| -   | Jo Konta             | 1       | 2017 |
| -   | Sloane Stephens      | 1       | 2018 |
| -   | Madison Keys         | 1       | 2019 |
| -   | Paula Badosa         | 1       | 2021 |
| -   | Camila Giorgi        | 1       | 2021 |
| -   | Ons Jabeur           | 1       | 2022 |
| -   | Barbora Krejcikova   | 1       | 2023 |
| -   | Liudmila Samsonova   | 1       | 2023 |
| -   | Maria Sakkari        | 1       | 2023 |
| -   | Danielle Collins     | 1       | 2024 |
| -   | Amanda Anisimova     | 1       | 2025 |
| -   | Victoria Mboko       | 1       | 2025 |

As tenistas no activo encontram-se em negrito.

## Recordes
A tenista com mais títulos no mesmo torneio WTA 1000 é Serena Williams, tendo conquistado 8 títulos no Torneio de Miami. As tenistas com mais títulos WTA 1000 na mesma época são Martina Hingis e Serena Williams, com 5 títulos conquistados respetivamente em 2000 e 2013.

### Maiores Campeãs
| Torneio      | Tenista             | Títulos |
| ------------ | ------------------- | ------- |
| Doha         | Victoria Azarenka   | 2       |
| Doha         | Iga Swiatek         | 2       |
| Dubai        | V. Williams         | 2       |
| Indian Wells | Serena Williams     | 3       |
| Miami        | Serena Williams     | 8       |
| Madrid       | Petra Kvitova       | 3       |
| Roma         | Conchita Martínez   | 4       |
| Canadá       | Monica Seles        | 4       |
| Cincinnati   | Serena Williams     | 2       |
| Cincinnati   | Victoria Azarenka   | 2       |
| Wuhan        | Petra Kvitova       | 2       |
| Wuhan        | Aryna Sabalenka     | 2       |
| Pequim       | Serena Williams     | 2       |
| Pequim       | Agnieszka Radwanska | 2       |
| Pequim       | Caroline Wozniacki  | 2       |

### Títulos Múltiplos
| Títulos | Tenista            | Época |
| ------- | ------------------ | ----- |
| 5       | Martina Hingis     | 2000  |
| 5       | Serena Williams    | 2013  |
| 4       | Martina Hingis     | 1999  |
| 4       | Justine Henin      | 2003  |
| 4       | Iga Swiatek        | 2022  |
| 4       | Iga Swiatek        | 2024  |
| 3       | Monica Seles       | 1990  |
| 3       | Gabriela Sabatini  | 1991  |
| 3       | Steffi Graf        | 1993  |
| 3       | Steffi Graf        | 1994  |
| 3       | Martina Hingis     | 1997  |
| 3       | Venus Williams     | 1999  |
| 3       | Amélie Mauresmo    | 2004  |
| 3       | Kim Clijsters      | 2005  |
| 3       | Maria Sharapova    | 2006  |
| 3       | Dinara Safina      | 2008  |
| 3       | Caroline Wozniacki | 2010  |
| 3       | Victoria Azarenka  | 2012  |
| 3       | Serena Williams    | 2014  |
| 3       | Elina Svitolina    | 2017  |

## Títulos por País
| Nº  | País            | Títulos | Tenistas (títulos) |
| --- | --------------- | ------- | --- |
| 1º  | Estados Unidos  | 66      | S. Williams (24), Davenport (10), Seles (9), V. Williams (9), Navratilova (3), Capriati (2), Pegula (2), Gauff (2), Fernández (1), Stephens (1), Keys (1), Collins (1), Anisimova (1) |
| 2º  | Rússia          | 32      | Sharapova (14), Safina (5), Dementieva (3), Petrova (3), Myskina (2), Kuznetsova (2), Chakvetadze (1), Zvonareva (1), Vesnina (1)                                                     |
| 3º  | Suíça           | 23      | Hingis (17), Maleeva (3), Bencic (2), Schnyder (1) |
| 4º  | Espanha         | 21      | C. Martínez (9), Sánchez (6), Muguruza (3), M. Martínez (1), Suárez Navarro (1), Badosa (1)                                                                                           |
| 5º  | Bélgica         | 17      | Henin (10), Clijsters (7) |
| 6º  | Polónia         | 16      | Swiatek (11), Radwanska (5) |
| 7º  | Alemanha        | 15      | Graff (14), Huber (1) |
| –   | França          | 15      | Mauresmo (6), Pierce (5), Garcia (3), Rezai (1) |
| 9º  | Bielorrússia    | 14      | Azarenka (10), Sabalenka (4) |
| –   | República Checa | 14      | Kvitova (9), Novotna (2), Pliskova (2), Krejcikova (1) |
| 11º | Sérvia          | 11      | Jankovic (6), Ivanovic (3), Dokic (2) |
| 12º | Roménia         | 9       | Halep (9) |
| 13º | Argentina       | 5       | Sabatini (5) |
| –   | Austrália       | 5       | Barty (4), Molik (1) |
| 15º | Ucrânia         | 4       | Svitolina (4) |
| –   | Itália          | 4       | Paolini (2), Pennetta (1), Giorgi (1) |
| 17º | Croácia         | 3       | Majoli (3) |
| –   | Japão           | 3       | Osaka (2), Date (1) |
| –   | Canadá          | 3       | Andreescu (2), Mboko (1) |
| 20º | Eslovénia       | 2       | Hantuchova (2) |
| –   | Holanda         | 2       | Bertens (2) |
| –   | Cazaquistão     | 2       | Rybakina (2) |
| 23º | África do Sul   | 1       | Coetzer (1) |
| –   | China           | 1       | Li (1) |
| –   | Grã-Bretanha    | 1       | Konta (1) |
| –   | Tunísia         | 1       | Jabeur (1) |
| –   | Grécia          | 1       | Sakkari (1) |